# Neivamyrmex bohlsi
Neivamyrmex bohlsi é uma espécie de formiga do gênero Neivamyrmex.